# Jérôme Fernandez
Jérôme Fernandez er en fransk håndboldspiller, som spiller for den tyske klub THW Kiel og på det franske landshold. Han har vundet adskillige titler med Frankrig, blandt andet 3 gange VM-guld og OL i 2008.

## Landsholdstitler
- VM i 2001
- EM i 2006
- OL i 2008
- VM i 2009
- EM i 2010
- VM i 2011